# Hans Heinrich von Twardowski
Pour les articles homonymes, voir Hans Heinrich (homonymie) et Twardowski.
Hans Heinrich von Twardowski, né le 5 mai 1898 à Stettin et mort le 19 novembre 1958  à New York, est un acteur allemand de cinéma et de théâtre.

## Biographie
Hans Heinrich von Twardowski débute au théâtre en 1919 au théâtre Lessing de Berlin. Il joue ensuite au Deutschen Theater et au Théâtre d'État (Preußisches Staatstheater Berlin (de)), en particulier dans des pièces de Carl Sternheim et d'Arnolt Bronnen (de).
En 1920, il publie Der rasende Pegasus, qui réunit plusieurs courts essais parodiques.
Il fait ses grands débuts au cinéma dans le classique du muet Le Cabinet du docteur Caligari (1920), où il interprète Alan, l'étudiant qui sera assassiné. Twardowski joue principalement des personnages complexes et tragiques comme celui de Florian, le tueur amoureux dans Genuine (1920), l'escroc dans Marizza, genannt die Schmugglermadonna de Murnau (1920), ou le prince fou Otto dans Ludwig der Zweite, König von Bayern.
Au début de l'ère du cinéma parlant, il part aux États-Unis. Après avoir joué dans deux versions en allemand de productions hollywoodiennes, il joue dans les années 1930 des rôles d'Européens aristocratiques dans plusieurs films en anglais. Il a également œuvré en tant que metteur en scène et comédien à la Pasadena Playhouse (en), à la St. Felix Street Playhouse à Brooklyn et, à partir de 1941, à Broadway.
Dans ses derniers films, il ne pouvait plus se produire qu'en uniforme allemand dans des films anti-nazis, comme dans son rôle de l'officier dans le classique Casablanca ou dans celui de Reinhard Heydrich dans Les bourreaux meurent aussi de Fritz Lang (1943).
Ténor, il chante également dans quelques comédies musicales.
Hans Heinrich von Twardowski meurt à 60 ans d'une attaque cardiaque dans son appartement new-yorkais.

## Filmographie
- 1919 : Unheimliche Geschichten
- 1920 : Le Cabinet du docteur Caligari de Robert Wiene
- 1920 : Gerechtigkeit
- 1920 : Genuine de Robert Wiene
- 1920 : Die Nacht der Königin Isabeau de Robert Wiene
- 1920 : Das Haus zum Mondet
- 1920 : De l'aube à minuit (Von morgens bis mitternacht) de Karlheinz Martin
- 1921 : Marizza, genannt die Schmugglermadonna de Friedrich Wilhelm Murnau
- 1921 : Am Webstuhl der Zeit
- 1921 : Die Ratten de Hanns Kobe
- 1921 : Lady Hamilton de Richard Oswald
- 1922 : Es leuchtet meine Liebe
- 1922 : Elixiere des Teufels
- 1922 : Le Fantôme (Phantom) de Friedrich Wilhelm Murnau (aussi coscénariste)
- 1922 : Tabea, stehe auf!
- 1922 : Der falsche Dimitry
- 1922 : Lola Montez (en) de Willi Wolff
- 1923 : Tingeltangel
- 1923 : I.N.R.I. de Robert Wiene
- 1924 : L'Étoile du cirque (Der Sprung ins Leben) de Johannes Guter
- 1924 : Gefährliche Freundschaft
- 1924 : Die Bacchantin
- 1925 : Die Feuertänzerin
- 1926 : Herbstmanöver
- 1926 : Die lachende Grille
- 1927 : Les Tisserands (Die Weber) de Friedrich Zelnik
- 1927 : Die heilige Lüge
- 1927 : Arme kleine Sif
- 1927 : Die Hölle der Jungfrauen
- 1927 : Rätsel einer Nacht
- 1927 : Der falsche Prinz
- 1928 : Geschlecht in Fesseln de William Dieterle
- 1929 : Pierre le matelot (Peter der Matrose) de Reinhold Schünzel
- 1929 : Ludwig der Zweite, König von Bayern de William Dieterle
- 1930 : Der König von Paris
- 1930 : Die singende Stadt
- 1931 : Die heilige Flamme de Berthold Viertel et William Dieterle
- 1931 : Menschen hinter Gittern de Paul Fejos
- 1931 : Der Herzog von Reichstadt
- 1933 : Private Jones
- 1933 : Adorable de William Dieterle
- 1933 : The Devil’s in Love
- 1934 : L'Impératrice rouge (Die scharlachrote Kaiseri) de Josef von Sternberg
- 1935 : Les Croisades (Kreuzritter – Richard Löwenherz) de Cecil B. DeMille
- 1935 : Storm Over the Andes (en) de Christy Cabanne
- 1937 : Le Prince X (Thin Ice) de Sidney Lanfield
- 1939 : Les Aveux d'un espion nazi (Ich war ein Spion der Nazis) d'Anatole Litvak
- 1939 : Agent double (Geheimagenten) de Lloyd Bacon
- 1939 : Hitler – Beast of Berlin (en) de Sam Newfield
- 1942 : Margin for Error d'Otto Preminger
- 1942 : Sabotage à Berlin (Desperate Journey) de Raoul Walsh (non crédité)
- 1942 : Lune de miel mouvementée de Leo McCarey : un officier allemand (non crédité)
- 1942 : Joan of Ozark (en) de Joseph Santley
- 1942 : Casablanca de Michael Curtiz
- 1943 : Les bourreaux meurent aussi (Auch Henker sterben) de Fritz Lang
- 1943 : Hitler's Madman de Douglas Sirk
- 1943 : The Strange Death of Adolf Hitler de James P. Hogan :
- 1944 : Resisting Enemy Interrogation (en) de Robert B. Sinclair
- 1944 : Hitler et sa clique (The Hitler Gang) de John Farrow